# Майково (Курская область)
Майково — деревня в Курском районе Курской области России. Входит в состав Полевского сельсовета.

## География
Деревня находится в центральной части Курской области, в пределах южной части Среднерусской возвышенности, в лесостепной зоне, на правом берегу реки Сейм, на расстоянии примерно 22 километров (по прямой) к юго-востоку от города Курска, административного центра района и области. Абсолютная высота — 180 метров над уровнем моря.

### Климат
Климат характеризуется как умеренно континентальный, с относительно жарким летом и умеренно холодной зимой. Среднегодовая температура воздуха — 5,5 °С. Средняя температура воздуха самого тёплого месяца (июля) — 18,7 °C (абсолютный максимум — 37 °С); самого холодного (января) — −9,3 °C (абсолютный минимум — −35 °С). Безморозный период длится около 152 дней. Среднегодовое количество атмосферных осадков составляет 587 мм, из которых 375 мм выпадает в период с апреля по октябрь. Снежный покров образуется в первой декаде декабря и держится в среднем 125 дней.

### Часовой пояс
Деревня Майково, как и вся Курская область, находится в часовой зоне МСК (московское время). Смещение применяемого времени относительно UTC составляет +3:00.

## Население
| 2002 | 2010 |
| ---- | ---- |
| 53   | ↘44  |

### Половой состав
По данным Всероссийской переписи населения 2010 года в половой структуре населения мужчины составляли 50 %, женщины — соответственно также 50 %.

### Национальный состав
Согласно результатам переписи 2002 года, в национальной структуре населения русские составляли 98 %.

## Инфраструктура
Личное подсобное хозяйство. В деревне 38 домов.

## Транспорт
Майково находится в 6,5 км от автодороги федерального значения Р298 (Курск — Воронеж — автомобильная дорога Р22 «Каспий»; часть европейского маршрута E 38), на автодорогах регионального значения 38К-014 (Р-298 — Полевая) и межмуниципального значения 38Н-301 (38К-014 — Хвостово), в 3 км от ближайшей ж/д станции Полевая (линия Клюква — Белгород).
В 109 км от аэропорта имени В. Г. Шухова (недалеко от Белгорода).